# Édouard Ménétries
Édouard Ménétries (2 de octubre de 1802, Francia - 10 de abril de 1861, San Petersburgo) fue un entomólogo, zoólogo y herpetólogo francés.

## Biografía
Ménétries nació en París, y se convirtió en un estudiante de Georges Cuvier y Pierre André Latreille. Fue elegido como el zoólogo de la expedición de la Russian Academician G.I. Langsdorff a Brasil, en 1821 al 1825, dirigido por el barón von Langsdorff. A su regreso fue nombrado curador de la Colección del Museo Zoológico de la Real Academia de Ciencias de San Petersburgo. En 1829 fue enviado por el zar en un viaje exploratorio al Cáucaso.
Ménétries era una autoridad en lepidópteros y coleópteros. La mayoría de sus especies mencionadas son de Rusia y Siberia, pero en el museo fue capaz de estudiar los insectos de otras partes del mundo. Dos de esas colecciones fueron las realizadas durante las expediciones de Alejandro von Middendorf (1842-1845) y Leopold von Schrenck (1853-1857) a California, Alaska y Siberia. Su colección se encuentra en el Museo de la Academia de San Petersburgo.
En el campo de la herpetología describió varias especies nuevas de reptiles y anfibios.
A lo largo de su trayectoria, realizó más de treinta publicaciones referidas a su profesión.

## Abreviatura (zoología)
La abreviatura Ménétries  se emplea para indicar a Édouard Ménétries como autoridad en la descripción y taxonomía en zoología.